# ホセ・ルイス・カランサ
ホセ・ルイス・カランサ・ビバンコ（José Luis Carranza Vivanco, 1964年1月8日 - ）は、ペルー・リマ出身の元サッカー選手。ポジションは守備的ミッドフィールダー。デビューしてから引退までをウニベルシタリオ・デポルテス一筋で過ごし、ペルー代表としては55試合に出場した。

## 経歴

### クラブ
1986年5月13日、クラブ・ボリバル戦でウニベルシタリオ・デポルテスからデビューし、2004年に現役引退するまでの19年間をウニベルシタリオ・デポルテス一筋で過ごした。アルゼンチン、エクアドル、スペインのクラブからオファーがあったが、それらをすべて断って愛するチームに選手人生をささげたため、クラブの象徴的な存在であった。彼が現役引退まで着けていた背番号22は彼を象徴する番号として知られ、クラブの永久欠番になっている。1987年、1990年、1992年、1993年、1998年、1999年、2000年に年間のリーグ優勝を果たし、そのほかにステージ優勝を4回経験している。アリアンサ・リマとのclasicosと呼ばれるダービーマッチの最多出場を誇り、コパ・リベルタドーレスには10度出場し、彼同様にクラブの象徴的な存在であるエクトル・チュンピタスを超える51試合以上に出場した。2004年12月26日に行われた現役最後の試合ではゴールを決めている。2005年4月6日には引退記念試合が行われ、南米のスター選手が彼のために集った。引退後はサッカーのユースアカデミーを設立し、その傍らで監督業の勉強もし、さらにはシーフード・レストランも経営している。

### 代表
1988年9月21日のパラグアイとの親善試合でペルー代表デビューし、コパ・アメリカ本選とFIFAワールドカップ南米予選には3度ずつ出場した。1997年11月16日の1998 FIFAワールドカップ・南米予選のパラグアイ戦が代表でのラストマッチとなり、それまでに55試合に出場して1得点を挙げたが、ついにFIFAワールドカップ本大会出場は果たせなかった。

## タイトル
ウニベルシタリオ・デポルテス
- プリメーラ・ディビシオン:7回（1987, 1990, 1992, 1993, 1998, 1999, 2000）